# Riot Girl
Riot Girl es el álbum de estudio debut de la estrella de J-Pop y seiyū Aya Hirano. Fue lanzado el 16 de julio de 2008. Contiene todas las canciones que no pertenecen a ninguno de los personajes que ha caracterizado desde su sencillo Breakthrough hasta el sencillo Unnamed World. Además, tiene 7 nuevas canciones.

## Lista de canciones
1. LOVE★GUN
2. Hero
3. MonStAR
4. Ashita no Prism (明日のプリズム?)
5. Breakthrough (Album Ver.)
6. Bōken Desho Desho? (冒険でしょでしょ？?)
7. Aimai Scream (曖昧スクリーム?)
8. YOROKOBI no Uta (ヨロコビの歌?)
9. Maybe I can't good-bye.
10. Neophilia
11. Harmonia Vita
12. For you
13. Hōshi no Kakera (星のカケラ?)
14. RIOT GIRL